# Stiftung Familie Fehlmann
Die Stiftung Familie Fehlmann ist eine Stiftung zur Förderung der Schweizer Kunst des 18. und 19. Jahrhunderts mit Sitz in Winterthur. Sie fördert insbesondere Projekte zur Kunst der Schweizer Kleinmeister.

## Geschichte

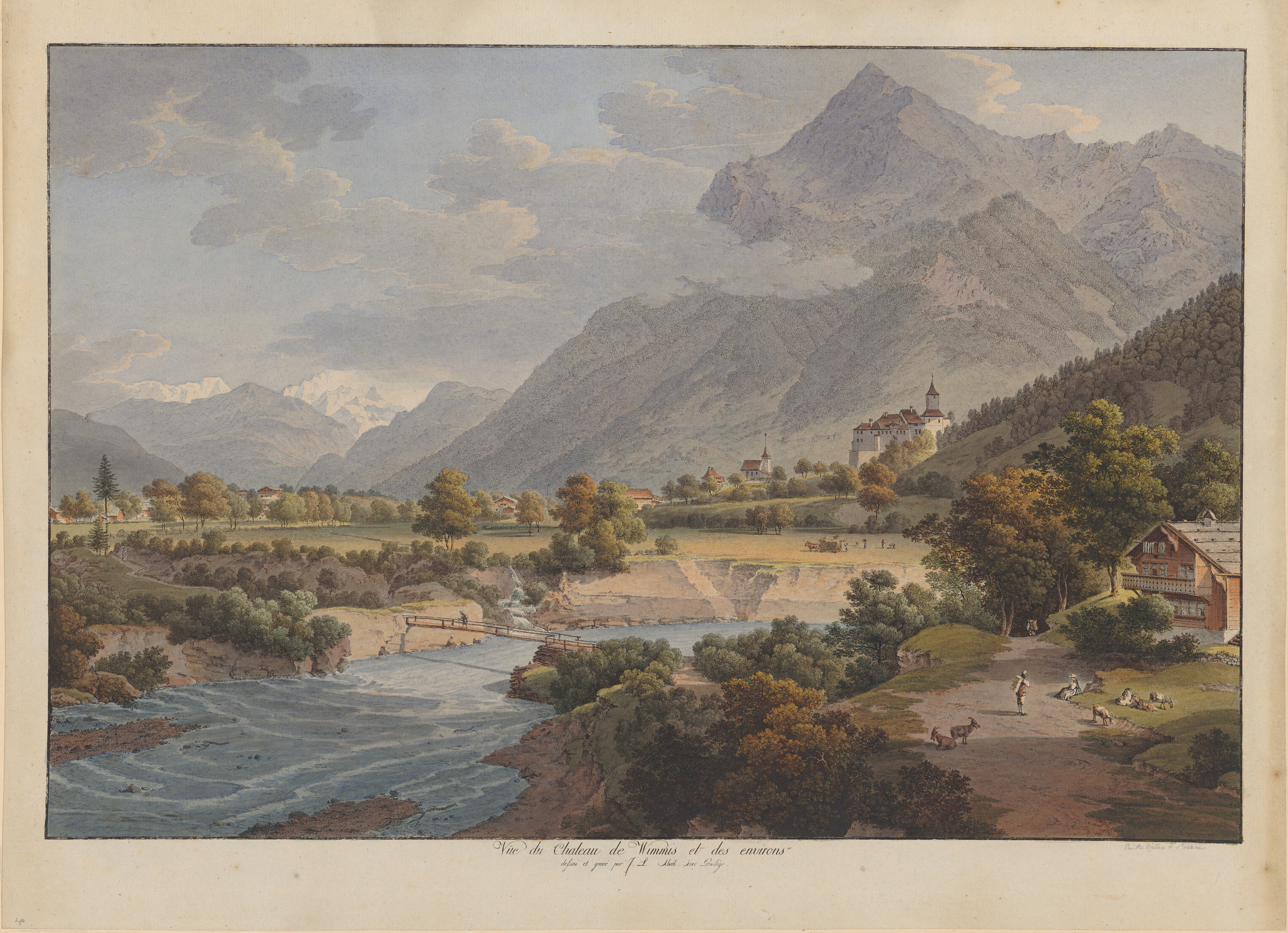
Vûe du Chateau de Wimmis et des environs, 1783/84, Johann Ludwig Aberli (Winterthur 1723–1786 Bern), Kolorit von Heinrich Rieter (Winterthur 1751–1818 Bern), Handkolorierte Umrissradierung, Sammlung Stiftung Familie Fehlmann, Inv. Nr. SFF D 1538

Die Stiftung wurde gemäss der letztwilligen Verfügung von Heinz Fehlmann-Sommer (1919–2015) in Winterthur gegründet und am 22. August 2016 im Handelsregister des Kantons Zürich eingetragen. Sie gliedert sich in einen Finanz- und einen Kunstausschuss, deren Mitglieder zusammen den Stiftungsrat bilden.
Zur Stiftung gehört die vom Vater des Stiftungsgründers, Heinrich Fehlmann-Richard (1880–1952), aufgebaute Sammlung von Werken von Schweizer Kleinmeistern, sog. Helvetica. Sie umfasst rund 650 druckgraphische Blätter, Zeichnungen und Bücher mit Originalgraphik. Besonders hervorzuheben sind darunter handkolorierte druckgraphische Blätter von Johann Ulrich Schellenberg, Johann Ludwig Aberli, Heinrich Rieter und den beiden Gabriel Lory (Vater und Sohn). Das Konvolut ist heute Teil der Graphischen Sammlung der Zentralbibliothek Zürich und kann dort eingesehen werden.
In der Ausstellung Souvenir Suisse wurden im Kunst Museum Winterthur Teile der Sammlung erstmals der Öffentlichkeit präsentiert. Zusammen mit Gemälden und Zeichnungen aus den Beständen des Kunst Museum Winterthur zeigte die Ausstellung ein facettenreiches Bild der Schweiz im 18. und 19. Jahrhundert, das ihre Wahrnehmung im Ausland nachhaltig prägte und wesentlich zur Identitätsbildung der Schweiz, wie wir sie heute sehen und verstehen, beitrug.

## Ziele
Im Sinne des Stiftungsgründers Heinz Fehlmann-Sommer fördert die Stiftung Familie Fehlmann Projekte, welche die Erweiterung der Kenntnis der Schweizer Kunst des 18. und 19. Jahrhunderts, insbesondere jener zu den Schweizer Kleinmeistern (Helvetica), zum Ziel haben.